# Steen Springborg
Steen Springborg, född den 19 april 1954 död 23 april 2021, var en dansk skådespelare.
Han utbildades på Aarhus Teater under 1974 och var därefter hos Det kongelige Teater under de närmsta fem åren, bland annat fick hans huvudroll i Jean de France stor uppmärksamhet. Det gav honom hans stora genombrott i ung ålder.
Han hade också uppträtt på andra scener, däribland Folketeatret och Det ny Teater.
I tv hade han också medverkat i serierna En by i provinsen, Strisser på Samsø, Pas på mor, Mordkommissionen, Spindeln, Nikolaj och Julie och i julkalendern Alletiders jul.

## Filmografi
- Kun sandheden (1975)
- Per (1975)
- Elvis Hansen - en samfundshjælper (1988)
- Den Lille Havfrue (1989) - röst i den danska versionen
- Drengene fra Sankt Petri (1991)
- Kærlighed ved første desperate blik (1994)
- Familien Gregersen (2004)